# Bürgerprotest
Als Bürgerprotest bezeichnet man eine Unmutsäußerung eines Teils der Einwohnerschaft einer Gemeinde oder eines Stadtviertels gegen eine politische oder verwaltungstechnische Entscheidung ihrer gewählten Volksvertreter oder örtlichen Verwaltung.
Der Bürgerprotest ist in demokratischen Staatsformen ein Bürgerrecht.
Der Bürgerprotest entsteht oftmals spontan durch ein subjektiv annähernd zeitgleich empfundenes Unrechtsgefühl einer Gruppe von Bürgern.

## Formen
Die Protestformen sind je nach Anlass unterschiedlich stark ausgeprägt und bedienen sich unterschiedlicher Mittel:
- spontane Versammlung von Betroffenen Einwohnern
- Straßendemonstration
- öffentliche Kundgebung
- Blockade von öffentlichen Einrichtungen, z. B. Sitzblockade
- Unterschriftensammlung
- Volksbegehren, Volksentscheid
- Streik
- Medienwirksame Aktionen, wie Plakataktionen, Internetblockaden, Extremformen: Hungerstreik, Selbstverbrennung
- Flashmob
- Guerilla-Marketing

## Geschichte
Der Bürgerprotest ging mit der Entstehung moderner demokratischer Staaten einher, in denen die Bürgerschaft ihre Vertreter frei wählen konnten.
Heute werden Bürgerproteste von den politischen Amtsträgern teilweise einkalkuliert oder sogar als Mittel zur Durchsetzung ihrer politischen Entscheidungen benutzt (siehe z. B. Bürgerbegehren zur Waldschlößchenbrücke in Dresden und Bürgerbefragung zum Bau des Landtags/Stadtschlosses in Potsdam). Sehen sich die Bürger durch einen Verwaltungsakt in ihren Grundrechten beeinträchtigt, nehmen sie gelegentlich auch gerichtliche Hilfe in Anspruch, wie bei der Planung zum Flughafen Berlin Brandenburg geschehen.

## Anlässe
- Planungsverfahren- und Entscheidungen der Verwaltung einer Gemeinde zur städtebaulichen Neuordnung
- Genehmigung umstrittener Bauvorhaben
- Gefahrguttransporte durch Wohngebiete / Atommülltransporte
- als ungerecht empfundene Belastungen der Bürger durch Politik oder Verwaltung
- als Störung des sozialen Friedens empfundene Entscheidungen der Politik

## Motive
Laut Franz Walter u. a. verbindet die Teilnehmer an Bürgerprotesten ein gemeinsames Misstrauen gegenüber der Parteipolitik. Bei Protestierenden, die der Kirche nahestehen, gibt es klare, mit ihrer religiösen Konfession korrelierende Unterschiede in den individuellen Motiven: Protestanten handeln nach eigener Einschätzung aus einem Verantwortungsgefühl, das sie dazu veranlasst, Dinge nicht unwidersprochen zu lassen. Katholische Demonstranten betonen dagegen die Bewahrung der Schöpfung, welche sie antreibt. Der Rechtsanwalt und Autor Helmar Lang weist explizit darauf hin, dass Protestbündnisse als eigenständige Kommunikationssysteme begriffen werden und nicht nur als Verbund protestierender Personen. Dementsprechend wird Bürgerprotest als politisches Thema behandelt, mit dem Akzent nicht auf Bürger, sondern auf Protest.

## Soziologische Zusammensetzung
In Deutschland stellen laut Franz Walter u. a. gut verdienende Akademiker den größten Anteil der Protestierenden. Unter ihnen befinden sich „auffällig viele“ Hausmänner, Teilzeitangestellte, Freiberufler, Schüler, Pastoren und Lehrer sowie besonders viele Vorruheständler, Rentner und Pensionäre. Entsprechend bilden die 56- bis 65-Jährigen die altersmäßig größte Gruppe unter den Protestierenden. Auch die 65- bis 75-Jährigen sind relativ stark vertreten. Gemeinsam ist diesen Gruppen, dass sie über ausreichend Zeit verfügen beziehungsweise sich diese relativ frei einteilen können, um sich an Protestveranstaltungen zu beteiligen. Relativ gering ist dagegen der Anteil der 25- bis 35-Jährigen beziehungsweise der jungen Eltern und Berufsanfänger. Insgesamt bilden Männer mit 70 Prozent den Löwenanteil der Protestierenden. Im Norden und Südwesten Deutschlands rekrutieren sich die Protestierenden vorwiegend aus dem Lager der Konfessionslosen.